# Фолк (окръг)
Вижте пояснителната страница за други значения на Фолк.
Окръг Фолк (на английски: Faulk County) е окръг в щата Южна Дакота, Съединени американски щати. Площта му е 2605 km², а населението - 2329 души (2017). Административен център е град Фолктън.